# Bendinelli Negrone
Il Serenissimo Bendinelli Negrone (Genova, 1627 – Genova, 1707) fu il 133º doge della Repubblica di Genova e re di Corsica, Cipro e Gerusalemme.

## Biografia

Stemma nobiliare dei Negrone

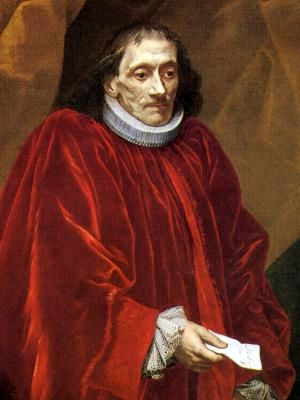
Dipinto del nobile

Nativo di Genova intorno al 1627, ricevette una buona istruzione superiore e fu addestrato all'uso delle armi. Ebbe il suo primo incarico pubblico all'età di vent'anni quando, nominato commissario di Sanità, prestò cure agli appestati della violenta epidemia che decimò Genova e il territorio della repubblica tra il 1656 e il 1657.
Impiegato successivamente nelle Compere del Banco di San Giorgio assunse ancora ruoli istituzionali nel magistrato dei Visitatori dei carcerati poveri e, nel maggio del 1684, nella straordinaria Giunta di Guerra voluta e presieduta dal doge Francesco Maria Imperiale Lercari nelle fasi cruciali dei deteriorati rapporti diplomatici tra la repubblica genovese e la Francia di Luigi XIV.
Estratto senatore della Repubblica per tre volte, Bendinelli Negrone, dopo aver sfiorato il dogato già nel 1691 quando arrivò secondo con 307 voti rispetto all'eletto Giovanni Battista Cattaneo Della Volta (342 preferenze), le elezioni del 16 settembre 1695 lo videro vincente nel ruolo di nuovo doge di Genova (470 voti su 1402 votanti del Gran Consiglio). In qualità di doge fu investito anche della correlata carica biennale di re di Corsica.
Del suo dogato - l'ottantottesimo in successione biennale e il centotrentatreesimo nella storia repubblicana - vengono ricordate la fine dei contrasti con l'Ordine di Malta, su approvazione del pontefice Innocenzo XII, consentendo a molti nobili e patrizi genovesi di entrare nell'ordine cavalleresco e, nel 1696, l'importante donazione da parte della sua famiglia delle "insegne del potere" (corona, scettro e chiavi di Genova) da apporre alla statua della Madonna ("Regina di Genova", dal 1637, per proclama dogale di Giovanni Francesco Brignole Sale) collocata all'epoca all'interno della cattedrale di San Lorenzo e poi nel palazzo San Giorgio di piazza Caricamento.
Cessò il mandato il 16 settembre 1697. Morì a Genova nel corso del 1707 e trovò sepoltura all'interno del santuario della Madonna del Monte.